# Karel Javůrek
Karel Javůrek (30 luglio 1815 – 23 marzo 1909) è stato un pittore ceco, noto per i suoi dipinti raffiguranti episodi storici.

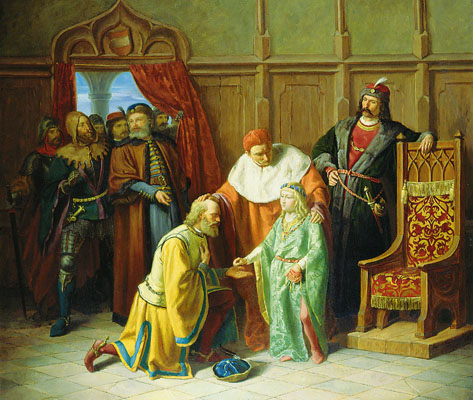
Ladislav Pohrobek

Ha ricevuto la sua formazione iniziale con Christian Ruben dopo aver trascorso qualche tempo presso lo studio di František Tkadlík; ha poi seguito Jaroslav Čermák ad Anversa, dove ha studiato con Gustave Wappers. Studiò ulteriormente a Parigi, con Thomas Couture. Di conseguenza, molti dei dipinti di Javurek, anche se basati sulla storia ceca, portano qualche prova dell'influenza francese e belga.